# Фолкерк (область)
Фо́лкерк (англ. Falkirk, шотл. гел. Eaglais Bhreac) — область у складі Шотландії. Розташована в центрі країни. Адміністративний центр — Фолкерк.

## Найбільші міста
Міста з населенням понад 10 тисяч осіб:
| № | Місто       | Населення, осіб (2006) |
| - | ----------- | ---------------------- |
| 1 | Фолкерк     | 33 700                 |
| 2 | Полмонт     | 20 720                 |
| 3 | Стенхаузмур | 17 190                 |
| 4 | Гренджмут   | 17 020                 |
| 5 | Бонесс      | 14 340                 |
| 6 | Денні       | 10 100                 |